# Iron Fist (serie de televisión)
Marvel's Iron Fist, o simplemente Iron Fist es una serie de televisión estadounidense creada por Scott Buck para el servicio de streaming, Netflix, basada en el personaje de Marvel Comics del mismo nombre. Está ambientada en el Universo cinematográfico de Marvel, compartiendo continuidad con las películas de la franquicia, y fue la cuarta serie de Netflix que condujo a la miniserie cruzada, The Defenders (2017). La serie fue producida por Marvel Television, en asociación con ABC Studios, con Devilina Productions también produciendo en la primera temporada. Buck se desempeñó como showrunner para la primera temporada; Raven Metzner se hizo cargo para la segunda temporada.
Finn Jones protagoniza como Danny Rand / Iron Fist, un experto en artes marciales con la capacidad de invocar un poder místico conocido como «Iron Fist». Jessica Henwick, Tom Pelphrey, Jessica Stroup y Sacha Dhawan también protagonizan, con Ramón Rodríguez, Rosario Dawson y David Wenham uniéndose a ellos para la primera temporada, y Simone Missick y Alice Eve uniéndose para la segunda temporada. Después de que una película basada en Iron Fist estuvo en proceso en Marvel Studios durante más de una década, el desarrollo de la serie comenzó a fines de 2013 en Marvel Television con la inspiración tomada de las películas de artes marciales. Buck fue contratado como showrunner en diciembre de 2015, Jones fue elegido como Rand en febrero de 2016 y Brett Chan se desempeñó como coordinador de dobles durante la primera temporada. Se reveló que Metzner estaba a cargo de la segunda temporada en julio de 2017, con Clayton Barber asumiendo el cargo de coordinador de peleas. El rodaje tuvo lugar en la ciudad de Nueva York.
La primera temporada de 13 episodios se estrenó en su totalidad en Netflix, el 17 de marzo de 2017. Recibió críticas generalmente negativas de los críticos, pero el análisis de datos de terceros determinó que la serie tuvo una gran audiencia. El 7 de septiembre de 2018 se estrenó una segunda temporada de 10 episodios con críticas mixtas pero mejoradas. Netflix canceló Iron Fist el 12 de octubre de 2018. Todas las series de series Marvel de Netflix se eliminaron de Netflix el 1 de marzo de 2022, luego de que Disney recuperara la licencia para ellas. Comenzaron a transmitirse en Disney+ a partir del 16 de marzo.

## Premisa
En la primera temporada, después de haber sido dado por muerto durante 15 años, Danny Rand regresa a la ciudad de Nueva York para reclamar la compañía familiar de Harold Meachum y sus hijos Ward Meachum y Joy Meachum. Cuando surge una amenaza, Rand debe elegir entre el legado de su familia y sus deberes como Iron Fist. En la segunda temporada, después de los eventos de The Defenders (2017), Rand da un paso adelante para proteger Nueva York en ausencia de Matt Murdock, hasta que un nuevo enemigo amenaza la identidad de Rand y sus seres queridos.

## Reparto y personajes
- Finn Jones como Danny Rand / Iron Fist: 
Un monje budista multimillonario y artista marcial, maestro de kung-fu, con el capacidad de invocar el poder místico, «Iron Fist».[3][4][5] Jones describió al personaje como "alguien que lucha por encontrar su identidad".[6] Se identifica con la soledad del personaje porque él también es huérfano.[7][6] Señaló que "Danny se estresa mucho y se enoja mucho a veces, y entiendo que... [su] optimismo y de dónde viene eso".[6] En preparación para el papel, Jones estudió kung fu, wushu y tai chi, junto con entrenamiento con pesas, filosofía budista y meditación budista.[8] Toby Nichols interpreta a un joven Danny Rand.[9]
- Jessica Henwick como Colleen Wing: 
Una aliada de Rand, una artista marcial que dirige su propio dojo, Chikara Dojo, en la ciudad de Nueva York.[10] Henwick sintió que la palabra que más definía a Wing era "sola", y dijo: "Ella no quiere ser el interés amoroso de nadie y abrirse de esa manera".[11] En su interpretación, Henwick también intentó "sacar ese tipo de humor muy seco que tiene [Wing] y ese comportamiento neoyorquino sin tonterías" de la versión del personaje en los cómics.[12]
- Tom Pelphrey como Ward Meachum: 
El hijo de Harold Meachum, un conocido de la infancia de Rand. Su trabajo construyendo Rand Enterprises con su hermana Joy se ve amenazado por el regreso de Rand.[13] Aunque Ward es un personaje de los cómics, Pelphrey señaló que "no necesariamente estamos obligados a representarlo [en la serie] exactamente como aparece en el cómic".[14] Stroup dijo que Ward experimentaría cierta "angustia masculina" al regreso de Rand, porque "Ward habría sido quien se metió con [Rand] cuando era pequeño, así que por muy puro, inocente y grandioso que sea Iron Fist, entra y causa algunos problemas".[15] Ilan Eskenazi interpreta a un adolescente Ward Meachum.[16]
- Jessica Stroup como Joy Meachum: 
La hija de Harold Meachum, un conocido de la infancia de Rand. Su trabajo construyendo Rand Enterprises con su hermano Ward se ve amenazado por el regreso de Rand.[13] Stroup dijo que Joy "ama absolutamente" a Rand, y su regreso a Nueva York es "como este renacimiento de lo que alguna vez fue, y ella puede hacer estas preguntas sobre sí misma porque él se las está planteando". Stroup dijo que Joy inicialmente no estaría segura de si Rand es quien dice ser.[15] Aimee Laurence interpreta a una joven Joy Meachum.
- Ramón Rodríguez como Bakuto: El líder de una facción de La Mano y sensei de Colleen Wing.[17]
- Sacha Dhawan como Davos: 
Un hábil artista marcial que es hijo de Lei Kung. El ex mejor amigo de Rand en K'un-Lun, Davos sintió envidia cuando Rand se convirtió en Iron Fist. Dhawan apareció por primera vez en el noveno episodio de la primera temporada; señaló que la mayor parte de la historia de Davos se exploraría en una posible segunda temporada.[18]
- Rosario Dawson como Claire Temple: Una ex enfermera de Hell's Kitchen que se une al dojo de Wing. Dawson retoma su papel de otras series Marvel de Netflix.[19]
- David Wenham como Harold Meachum: 
Un líder corporativo despiadado, cofundador de Rand Enterprises. Era socio de los padres de Rand en el momento de su muerte.[20] Respecto a la relación de Harold con sus hijos, Joy y Ward, Wenham dijo que la dinámica entre los tres "es compleja, por decir lo mínimo. Tiene múltiples capas, es multidimensional, es sorprendente y cambia siempre, dependiendo de las circunstancias".[14]
- Simone Missick como Misty Knight: Un detective de la policía de Nueva York de Harlem con un fuerte sentido de la justicia, un aliado de Rand y Wing. Missick retoma su papel de otras series Marvel de Netflix.[21]
- Alice Eve como "Typhoid Mary" Walker: Una mujer misteriosa con habilidades ocultas.[22][23]

## Episodios
| Temporada | Temporada | Episodios | Estreno original        |
| --------- | --------- | --------- | ----------------------- |
|           | 1         | 13        | 17 de marzo de 2017     |
|           | 2         | 10        | 7 de septiembre de 2018 |

### Primera temporada (2017)
| N.º en serie | N.º en temp. | Título                           | Dirigido por     | Escrito por                                        | Fecha de lanzamiento original |
| --- | ------------ | -------------------------------- | ---------------- | -------------------------------------------------- | ----------------------------- |
| 1 | 1            | «Snow Gives Way»                 | John Dahl        | Scott Buck                                         | 17 de marzo de 2017           |
| Después de estar presuntamente muerto durante 15 años, cuando su familia fue víctima de un accidente aéreo en el Himalaya, Danny Rand regresa a la ciudad de Nueva York y se dirige a Rand Enterprises para reunirse con Harold Meachum, el compañero del fallecido padre de Danny, Wendell. Danny es rechazado por la seguridad, pero todavía es capaz de alcanzar a los hijos de Harold, Ward y Joy en una exhibición de artes marciales. Los Meachums revelan que Harold ha estado muerto durante años, y no creen que Danny sea quien dice ser. Danny también es rechazado por Colleen Wing, para quién desea trabajar en su dojo recién abierto. Los Meachums creen que la apariencia de "Danny" es una estratagema de sus rivales para crear una lucha de liderazgo antes de su expansión planificada a China, y Ward contrata mercenarios para atacar a Danny. El ala es testigo de su dominio. Ward se encuentra con un Harold secretamente vivo. Harold considera la posibilidad de que Danny esté vivo, y le ordena a Ward que le deje la situación. Danny intenta decirle a Joy sobre las acciones de Ward, pero ella lo droga y lo institucionaliza.                                                        |              |                                  |                  |                                                    |                               |
| 2 | 2            | «Shadow Hawk Takes Flight»       | John Dahl        | Scott Buck                                         | 17 de marzo de 2017           |
| Danny es asignado al psiquiatra Paul Edmonds, a quien Danny reitera su verdadera identidad. Harold observa a Danny a través del sistema de vigilancia del hospital y envía a Ward para ofrecerle dinero a Wing a cambio de su testimonio contra Danny; ella se niega después de hablar con Danny en el hospital. Harold secretamente visita a Danny, quien revela que se ha convertido en el Iron Fist y enemigo jurado de la Mano. Danny es capaz de convencer a Joy de su identidad, pero Ward no está convencido. Danny le explica a Edmonds que después del accidente de avión, fue salvado por dos monjes y llevado a K'un-Lun, otra dimensión que está conectada a la Tierra.periódicamente Fue allí donde se entrenó en artes marciales y ganó el poder del Puño de Hierro. Edmonds no está convencido, y diagnostica que Danny sufre de trastorno por estrés postraumático. Harold le pide a Ward que mueva a Danny a un lugar seguro donde pueda ser útil, pero Ward ordena a sus hombres, disfrazados de pacientes en el hospital, matar a Danny. Este último usa el poder del Iron Fist para dominarlos y escapar.                                                                                           |              |                                  |                  |                                                    |                               |
| 3 | 3            | «Rolling Thunder Cannon Punch»   | Tom Shankland    | Quinton Peeples                                    | 17 de marzo de 2017           |
| En su entrenamiento de artes marciales en K'un-Lun, el joven Danny sobrevivió a un trato brutal a manos de los monjes. Ahora, la misteriosa Madame Gao castiga a Harold por dejar su penthouse secreto para visitar a Danny. Wing es atacada por el personal de seguridad de Ward, a quien vence antes de dar cobijo a Danny. También visita a Joy otra vez y ella le ofrece dinero para cambiar su identidad e irse. Danny se niega y se reúne con la abogada de su familia, Jeri Hogarth, quien promete reclamar su identidad a cambio de un contrato permanente entre su empresa y Rand Enterprises. Después de atacar a un estudiante descortés en el dojo de Wing, Danny se ve obligado a quedarse en otro lado y Hogarth le otorga el uso de un departamento. El abogado usa evidencia de huellas dactilares para probar la identidad de Danny a Joy y Ward, y promete presentarla en la corte si impiden que Danny retome la compañía de su familia. Deduciendo que Harold está vivo, Danny sigue a Ward hasta el ático pero es empujado desde un lado del edificio. Harold obliga a Ward a comprar un muelle específico, lo cual hace con la ayuda de Joy.                                                      |              |                                  |                  |                                                    |                               |
| 4 | 4            | «Eight Diagram Dragon Palm»      | Miguel Sapochnik | Scott Reynolds                                     | 17 de marzo de 2017           |
| Después de caer inconsciente, Danny se despierta en el ático. Harold explica que el cáncer del que "murió" fue secretamente curado por la Mano, quien le exigió su lealtad a cambio y le permitió revelar la verdad solo a Ward. Harold le pide a Danny que destruya la Mano para liberarlo, y le ordena a Ward que acepte el regreso de Danny a la compañía donde se anuncia su regreso en una conferencia de prensa. En una reunión de la junta, Danny utiliza su posición como accionista mayoritario para hacer cumplir su decisión de vender a bajo precio una droga recientemente desarrollada a fin de salvar más vidas. En su departamento, Joy es atacada y herida por los operarios de Tríada, a quienes Danny domina. Él la lleva al dojo de Wing antes de enfrentarse al líder de la Tríada, Yang Hai-Qing, quien guarda rencor contra Joy por tomar el muelle. Sin embargo, se detiene cuando Danny revela la participación de la Mano. Como recompensa por asegurar el muelle, la Mano le permite a Harold observar a Joy de forma remota. Él ve que ella ha sido herida, y se le permite matar al miembro responsable de la Tríada.                                                                      |              |                                  |                  |                                                    |                               |
| 5 | 5            | «Under Leaf Pluck Lotus»         | Uta Briesewitz   | Cristine Chambers                                  | 17 de marzo de 2017           |
| Aparece una nueva heroína sintética en Nueva York, que Danny conecta con la Mano. Después de que una fábrica química propiedad de Rand Enterprises está vinculada al cáncer, Danny se disculpa personalmente con un ciudadano agraviado y lo graba un abogado que lo distribuye a los medios. En una reunión de la junta directiva de la que Danny está ausente, Ward convence a los accionistas para que se opongan a las acusaciones en lugar de aceptar la responsabilidad. Sin embargo, la ansiedad de ser siempre observado por Harold hace que Ward pruebe a la nueva heroína. Danny convence a Wing para que lo ayude a infiltrarse en el muelle, donde encuentran contenedores aparentemente cargados con suministros normales. Él descubre una habitación oculta dentro de una vivienda Radovan, el químico que creó la heroína, mientras que la Mano tomó como rehenes a su hija. Danny pelea con un guardia para liberar a Radovan, pero este último es apuñalado por el guardia. En el dojo de Wing, Claire Temple puede brindar ayuda como exenfermera con experiencia trabajando junto a héroes poderosos. Wing promete ayudar a Danny a derrotar a la Mano, mientras que Gao mata al guardia por fallar. |              |                                  |                  |                                                    |                               |
| 6 | 6            | «Immortal Emerges from Cave»     | RZA              | Dwain Worrell                                      | 17 de marzo de 2017           |
| Joy convence a Ward de tirar las drogas que está usando. Danny y Ward comienzan a buscar almacenes Rand en busca de pistas sobre la operación de la Mano, y encuentran la cabeza cortada de la guardia de Radovan como un mensaje que desafía a Danny a un combate. Danny envía a Ward para tratar con una reunión de manejo de crisis sobre el video de su disculpa, mientras que Danny acepta el desafío: Danny luchará para liberar a la hija de Radovan, Sabina, y dejará su compañía a las maquinaciones de la Mano si pierde. Danny se enfrenta a Andrei y Grigori Veznikov, la Novia de las Nueve Arañas, y Scythe, superando a todos ellos a su vez con la ayuda espiritual de su mentor de K'un-Lun, Lei Kung; sin embargo, Danny se niega a matar a Scythe como lo ordena Lei Kung. Gao libera a Sabina, revela que ella ha estado en K'un-Lun y que conocía a Wendell, y superó fácilmente a Danny telequinéticamente. La condición de Radovan se vuelve crítica, forzando a Temple y Wing a llevarlo a un hospital donde es secuestrado por la Mano. Ward entra en retirada en la reunión y solo deja de causarle problemas a Joy.                                                                          |              |                                  |                  |                                                    |                               |
| 7 | 7            | «Felling Tree with Roots»        | Farren Blackburn | Ian Stokes                                         | 17 de marzo de 2017           |
| Dos operarios de la Mano interrogan a Harold, quien los defiende con la ayuda de Danny. Harold los mata, y Ward ha tirado los cuerpos en un río. Danny comienza a desarrollar una relación romántica con Wing, y comienza a investigar a su padre. Gao llega a Rand Enterprises, aconsejando a Danny que se mantenga alejado de su camino. Danny la ve hablando de negocios con un empleado de Rand, y luego lo convence de que abandone la ciudad y le proporcione su contraseña. Danny y Wing convencen a Yang para que los ayude a luchar contra la Mano, mientras que Joy convence a Ward para que se tome un descanso de la compañía. En una reunión de la junta, Danny anuncia su decisión de cerrar la planta de Staten Island mientras mantiene a los trabajadores en nómina; la junta decide expulsar a Danny, Ward y Joy. Danny, Wing y los agentes de Yang atacan una instalación de Hand, donde un Radovan moribundo revela que Gao se ha ido para Anzhou, China, a donde iría la familia de Danny cuando su avión se estrelló. Harold descubre el plan de Ward de irse y toma su dinero; Ward confronta a su padre y lo mata, arrojando su cuerpo al río.                                                  |              |                                  |                  |                                                    |                               |
| 8 | 8            | «The Blessing of Many Fractures» | Kevin Tancharoen | Tamara Becher-Wilkinson                            | 17 de marzo de 2017           |
| Danny deduce que su padre iría a Anzhou para cerrar las operaciones de Gao, pero su avión fue atacado por ella en el camino con la Mano envenenando a los pilotos. Danny, Wing y Temple viajan a Anzhou, donde obtienen información de un mendigo cercano. Se infiltran en la instalación de Hand allí cuando llega Gao. Danny se compromete con el borracho Zhou Cheng, que ha estado entrenando para luchar contra el alumno de Lei Kung. Danny casi gana a Cheng hasta la muerte, hasta la intervención de Temple y Wing. Gao y sus hombres involucran al trío, y Danny puede usar el poder del Iron Fist para superarlos y capturar a Gao. La junta ofrece a Ward y Joy un acuerdo de indemnización para ayudarlos a convencerlos de que se vayan, y el desesperado Ward intenta aceptarlo. Joy se rehúsa por el par de ellos, y contrata a un investigador privado para encontrar pruebas que pueda usar para chantajear a los miembros de la junta directiva y permitirles permanecer en ella. Al enterarse de esto, Ward decide contarle a Joy sobre Harold y la lleva al ático, pero cambia de opinión debido a la culpa de haber matado a su padre.                                                            |              |                                  |                  |                                                    |                               |
| 9 | 9            | «The Mistress of All Agonies»    | Jet Wilkinson    | Pat Charles                                        | 17 de marzo de 2017           |
| Danny lleva a Gao al dojo de Wing, donde Temple sugiere que usen el suero de la verdad para obligarla a hablar. Danny roba algunas de Rand Enterprises, y Gao comienza a hablar sobre los padres de Danny antes de revelar que ella está mintiendo y que puede resistir la influencia del suero de la verdad. Wing revela a los demás que fue envenenada en Anzhou, y contacta a su mentor Bakuto. Los agentes de Gao atacan el dojo, pero son derrotados, y Bakuto pronto llega. Le enseña a Danny cómo usar el poder del Iron Fist para sanar a Wing, antes de llevarse a Wing, Danny y Gao. Mientras tanto, Harold vuelve a despertar de la muerte y durante varias horas recupera funciones mentales relativamente normales. Encuentra a Ward en el ático y finge la absolución. Ward se entera por parte de Yang de que los revividos por la Mano se vuelven más psicóticos después de cada avivamiento y atacan primero a los más cercanos. Harold mata a su asistente Kyle y coloca heroína en el auto de Ward para enmarcarlo. Ward está a cargo de Edmonds en el hospital psiquiátrico, mientras que Joy se reúne con Harold en el ático.                                                                      |              |                                  |                  |                                                    |                               |
| 10 | 10           | «Black Tiger Steals Hear»        | Peter Hoar       | Quinton Peeples                                    | 17 de marzo de 2017           |
| Danny se despierta en una academia dirigida por Bakuto, que le enseña a recargar su "chi". Danny comienza a sospechar y se infiltra en un área restringida donde Gao aprende que Bakuto es un líder de la Mano. Danny se enfrenta a Wing, quien insiste en que su facción de la Mano es "buena" y en oposición a la facción "mala" de Gao. Bakuto visita Harold y ofrece una asociación. Danny se entera de que la Mano de Bakuto está realizando una vigilancia masiva e intenta escapar de la academia. Él es ayudado en esto por su amigo de la infancia, Davos. Bakuto apuñala a Danny con un objeto desconocido, antes de que él y Davos se abran camino hacia las puertas de la academia. Danny ahora no puede convocar el poder del Puño de Hierro para abrir la puerta, pero Wing puede abrirlo y ofrece una distracción para permitir que el dúo escape. Davos le dice a Danny que deben regresar a K'un-Lun. Actuando sobre el material de chantaje de Joy, Harold mata a un miembro de la junta pero lo presenta como un suicidio y niega su participación a Joy. Ella convence a la junta de reinstaurar a los Meachums y a Danny.                                                                          |              |                                  |                  |                                                    |                               |
| 11 | 11           | «Lead Horse Back to Stable»      | Deborah Chow     | Ian Stokes                                         | 17 de marzo de 2017           |
| Danny se niega a regresar a K'un-Lun hasta que la Mano sea destruida, y Davos cuestiona sus motivos. Él y Davos visitan Temple, donde puede quitar la metralla del arma de Bakuto de la herida de Danny, pero no tiene los antibióticos necesarios para controlar la infección. Wing llega e intenta razonar con Danny. Ella intenta demostrar lo que siente por él al usar su conexión con un miembro de la Mano en un hospital para obtener antibióticos para su herida. Danny va al ático, donde Joy descubre que Bakuto ha estado transfiriendo el dinero de Rand Enterprises a sus propias cuentas. Harold decide matar a Bakuto, y formula un plan para expulsarlo a él y sus agentes del recinto haciendo que Joy congele sus cuentas. Danny acepta ayudar a Harold a matar a Bakuto, pero Joy está en contra de esto. La Mano captura a Wing y la lleva al complejo, donde Danny y Davos esperan a que emerja Bakuto. Joy congela las cuentas mientras Wing se libera y escapa. Danny corre hacia Wing en lugar de esperar a Bakuto, revelando sus sentimientos hacia Davos. |              |                                  |                  |                                                    |                               |
| 12 | 12           | «Bar the Big Boss»               | Andy Goddard     | Scott Reynolds                                     | 17 de marzo de 2017           |
| Ward escapa del hospital y va al ático, e intenta alejar a Joy de Harold. Bakuto y sus agentes llegan, con el primero disparando a Joy y dándole a Danny media hora para llegar al ático y salvar a los Meachums. Contra las objeciones de Davos, Danny decide ir y llega antes de que Bakuto pueda decapitar a Harold (lo cual lo mataría para siempre). Danny usa el poder del Iron Fist para luchar contra los operativos de Mano mientras Davos y Wing llegan para ayudar. Wing se enfrenta a Bakuto, lo domina pero se niega a matarlo. Danny también se niega, pero Davos lo hace. Un Danny enfurecido ataca a Davos y lo derrota, pero lo salva. Davos revela sus celos de que Danny haya sido elegido para ser el Iron Fist, y su furia porque Danny abandonó el deber sagrado del Iron Fist para proteger a K'un-Lun. Davos se va. Danny y Wing descubren que el cuerpo de Bakuto desaparece. Harold y Ward llevan a Joy a un hospital. Al día siguiente, Ward advierte a Danny que Harold lo ha establecido, al igual que Agentes de la DEA llegan al dojo. Danny y Wing luchan contra ellos y escapan. |              |                                  |                  |                                                    |                               |
| 13 | 13           | «Dragon Plays with Fire»         | Stephen Surjik   | Scott Buck & Tamara Becher-Wilkinson & Pat Charles | 17 de marzo de 2017           |
| Harold toma el control de Rand Enterprises. Rand y Wing van a la academia, ahora abandonados por la Mano, donde Gao revela que Harold planeó el accidente aéreo que mató a los padres de Danny. Ward le dice a Joy sobre las acciones de Harold, y ella lo confronta al respecto. Harold niega haber encuadrado a Danny, y Joy decide irse. Guarda aliados con Danny, Wing y Temple para ayudar a derrotar a Harold. Él va a Rand Enterprises, donde es herido por Harold, pero puede encontrar evidencia de la inocencia de Danny. Temple crea una distracción para que Danny y Wing puedan infiltrarse en el edificio, y la pareja puede luchar contra los agentes de Harold. Danny sigue a Harold a la azotea, donde pelean. Ward llega y le dispara a Harold, quien se cae del edificio hasta su muerte. Ward tiene el cuerpo incinerado para asegurarse de que no regrese. Joy se encuentra con Davos, quien le dice que Danny debe ser asesinado. Esto es escuchado por Gao. Danny convence a Wing para que lo acompañe a K'un-Lun, pero llegan a la puerta para encontrarlo cerrado de la Tierra y rodeado de cuerpos de la Mano.                                                                                |              |                                  |                  |                                                    |                               |

### Segunda temporada (2018)
| N.º en serie | N.º en temp. | Título                             | Dirigido por       | Escrito por         | Fecha de lanzamiento original |
| --- | ------------ | ---------------------------------- | ------------------ | ------------------- | ----------------------------- |
| 14 | 1            | «The Fury of Iron Fist»            | David Dobkin       | M. Raven Metzner    | 7 de septiembre de 2018       |
| Siguiendo los deseos aparentemente finales de Matt Murdock, Danny Rand protege las calles como Iron Fist. Él lucha para prevenir una guerra de Tríada entre los Golden Tigers y los Hatchets para llenar el vacío dejado por la Mano. Los Golden Tigers manejan una raqueta de protección, sacudiendo a dueños de negocios locales como el restaurante de Henry Yip, mientras los Hatchets controlan los muelles. Colleen Wing está haciendo trabajo voluntario en el Bayard Community Center, donde descubre una caja donada que contiene el emblema de su familia y decide buscar al dueño original. Danny conoce a Mary, una mujer joven y tranquila que acaba de mudarse a Nueva York. Joy Meachum ha decidido retirarse de Rand Enterprises, que Danny apoya pero el hermano de Joy, Ward, está furioso. Ward asiste a una reunión de NA donde ha comenzado una relación con su patrocinadora, Bethany. Davos se reúne con el Sr. Yang, el líder de Hachet Gang, en relación con el aumento del precio de un envío. Joy se ha asociado secretamente con Davos ya que siente resentimiento hacia Danny y Ward por su padre. Davos se encuentra con Danny y expresa su frustración por la victoria de Danny sobre el Iron Fist y el abandono de K'un-L'un. Danny y Colleen investigan la caja y terminan peleando contra una pandilla joven dirigida por Ryhno. |              |                                    |                    |                     |                               |
| 15 | 2            | «The City's Not for Burning»       | Rachel Talalay     | Jon Worley          | 7 de septiembre de 2018       |
| La banda Hatchet continúa con su raqueta de protección. Danny tiene un extraño encuentro con Mary, durante el cual ella visita su casa y conoce a Colleen. Colleen intenta inspirar a Ryhno y su pandilla para que se alejen del crimen y establece una conexión con uno de los miembros, BB. Después de que Danny no logra convencer al Sr. Yang para que termine la guerra con los Golden Tigers, él y Colleen se reúnen con la esposa del Sr. Yang y la convencen de que cambie la opinión de su esposo. Ward se entera de que Joy está trabajando con Davos. Davos y Joy chantajean al viejo amigo de Joy, Mika, para adquirir un antiguo cuenco de cobre. Al día siguiente, Davos paraliza al Sr. Yang después de que el líder de la Tríada rechaza el dinero de Davos para traer un envío misterioso. En un flashback recurrente a K'un-L'un, Davos y Danny pelean para determinar quién intentará por el poder del Iron Fist. Danny vence a Davos, lo que provocó a su padre Thunderer para declarar a Danny el ganador antes de ser forzado por las reglas del concurso a matar a Davos. |              |                                    |                    |                     |                               |
| 16 | 3            | «This Deadly Secret»               | Toa Fraser         | Tatiana Suarez-Pico | 7 de septiembre de 2018       |
| Ward le informa a Danny sobre Joy trabajando con Davos. Ward convence a Danny de invitar a Davos y Joy a cenar para reparar las vallas, pero para mantener la participación de Ward en secreto. Colleen y BB irrumpen en el restaurante de Yang y encuentran un libro de contabilidad. Mary le revela a Danny que alguien llamada Walker lo está mirando, y le proporciona fotos de vigilancia como prueba. En la cena de esa noche, Ward no se presenta. Colleen trata de hacer que todos expresen sus sentimientos, pero todo se desmorona y Davos y Joy se van enojados después de que Davos descubre las fotos de Mary. Danny y Colleen apoyan a la Sra. Yang cuando se encuentra para negociar la paz con los Golden Tigers. Danny ve algo sospechoso y termina peleando, arruinando la reunión. Mary se revela que tiene DID cuando Davos y Joy confrontan a su dura personalidad alternativa Walker sobre la posesión de sus fotos por parte de Danny. |              |                                    |                    |                     |                               |
| 17 | 4            | «Target: Iron Fist»                | MJ Bassett         | Jenny Lynn          | 7 de septiembre de 2018       |
| Davos y Joy continúan interrogando a Walker. Ella les asegura que tendrá éxito en ayudarlos contra Danny. Joy se entera de la personalidad alternativa de Walker, y esa fue Mary quien le dio las fotos a Danny. Ward y Bethany pasan una noche feliz juntos. Colleen y Danny se reúnen con la Sra. Yang y discuten por qué el parlamento entre los Golden Tigers y Hatchets salió mal. Danny encuentra al Sr. Yang en la cama y ve evidencia de que Davos usó una técnica para inducir un derrame cerebral. Misty Knight se acerca para contarles a Danny y Colleen que un oficial encubierto del NYPD en los Golden Tigers fue herido por Danny en la pelea después del parlamento fallido. Danny se da cuenta de que fue el movimiento de la policía de Nueva York lo que lo asustó en el parlamento. Davos abre el contenedor de envío que el Sr. Yang estaba entregando, que contiene el cadáver de un Puño de Hierro muerto hace mucho tiempo. Él corta el tatuaje del dragón del cuerpo y se va. Walker confronta a Danny en una plataforma de metro. Ella supera a él y le inyecta un tranquilizante, luego lo lleva a Davos. Tres mujeres (Hermanas Grulla) usan el tatuaje del cadáver, el cuenco de cobre y la sangre de Danny para pintar un tatuaje de Serpiente en la espalda de Davos con plumas de acero, que transfiere la energía chi en Davos. |              |                                    |                    |                     |                               |
| 18 | 5            | «Heart of the Dragon»              | Mairzee Almas      | Declan de Barra     | 7 de septiembre de 2018       |
| Davos usa su nuevo poder del Iron Fist para atacar a la tríada de Golden Tigers y mata a su líder Ho. La mano derecha de Ho, Chen Wu, cambia su lealtad a Davos para ayudar a librar a la ciudad de sus crímenes. Walker libera a Danny gravemente herido y lo filma para Joy. Luego, es capturado por la pandilla de Ryhno, quien planea entregarlo a los Golden Tigers por dinero. Davos le dice a Joy que su trabajo conjunto no ha terminado, lo que la obliga a contactar a Walker para pedirle ayuda. Preocupado por la desaparición de Danny, Colleen y Misty buscan y finalmente lo rescatan de la pandilla de Ryhno. Ward tiene a Bethany cuidando las heridas de Danny, y luego él y Danny tienen una conversación de corazón a corazón. Colleen y Misty van al departamento de Joy y descubren que está trabajando con Walker. Misty y Colleen llevan a Joy y Walker al apartamento de Danny y Colleen para darles las respuestas. En un flashback, la madre de Davos, Priya, lo regaña por haberle quitado el Iron Fist a Danny, y Davos jura redimirse y se va de K'un-L'un. |              |                                    |                    |                     |                               |
| 19 | 6            | «The Dragon Dies at Dawn»          | Philip John        | Matthew White       | 7 de septiembre de 2018       |
| Misty interroga a Joy y Walker. Ella aprende sobre el ritual que Davos usó para robar el Iron Fist, incluyendo el cuenco de cobre y los artistas tatuadores responsables, las Hermanas Grulla. Ella y Colleen visitan a las Hermanas Grulla en su salón. Las Hermanas Grulla atacan e intentan escapar, pero son derrotadas. Las hermanas acuerdan deshacer el ritual bajo amenaza de arresto. Walker se libera de las esposas de Misty y le ofrece llevar a Danny con Davos. Danny quiere convencer a Davos, pero Walker planea matarlo. Chen Wu y Davos continúan cazando y matando a los miembros de Triada. Davos se da cuenta de la pandilla de Ryhno y se interesa por ellos. Joy y Ward intentan hablar, pero terminan discutiendo sobre su relación arruinada y la inestabilidad de su padre. Danny y Walker encuentran a Davos, quien invita a Danny a unirse a él. Walker ataca cuando las conversaciones se rompen, inyectando un sedante en Davos. Antes de desmayarse, Davos le rompe la pierna a Danny con el Iron Fist. Walker llama a una ambulancia para Danny, pero la lluvia lo impulsa a cambiar a Mary y abandona la escena, permitiendo que Davos se recupere y escape. |              |                                    |                    |                     |                               |
| 20 | 7            | «Morning of the Mindstorm»         | Stephen Surjik     | Rebecca Dameron     | 7 de septiembre de 2018       |
| Danny es hospitalizado y equipado con un aparato ortopédico especial Rand para acelerar su curación. Misty descubre que la policía planea alejarse de la situación de la Tríada. Joy se encuentra con Mary y le dice que Walker no quiere "huir" de ella, pero está tratando de protegerla. Mary decide dejar de tomar sus pastillas y deja que Walker tome el control, y graba un video para su suplente. Davos ofrece entrenamiento a la pandilla de Ryhno, reclutándolos como su ejército. Ward se emborracha y es confrontado por Bethany, quien luego se da por vencida con él. Él la sigue secretamente a una reunión de NA y descubre que está embarazada. Misty visita a Mika, quien le permite tomar fotos de un pergamino escrito en el antiguo tibetano. Danny revela que es la fórmula para la transferencia del Iron Fist, y planea recuperar el Iron Fist de Davos una vez que haya sanado. Joy intenta que Davos revele dónde dejó el cuenco. Colleen decide a regañadientes ayudar a entrenar a Danny para su próxima pelea, pero deciden terminar su relación romántica. |              |                                    |                    |                     |                               |
| 21 | 8            | «Citadel on the Edge of Vengeance» | Julian Holmes      | Melissa Glenn       | 7 de septiembre de 2018       |
| Danny continúa entrenándose con Colleen y aprende a superar su ira hacia Davos. Rescatan a la Sra. Yang y la esconden en el Centro Comunitario de Bayard. Ella y los Golden Tigers hacen las paces en torno a un plan para matar a Davos. Walker se despierta y ve el video de Mary sobre su tiempo en Sokovia. Walker nota una inconsistencia con la historia de Mary y se da cuenta de que puede tener una tercera personalidad, mucho más violenta. Joy convence a Davos de que tiene que venderse al público para que pueda ser más agradable, pero en realidad se une con BB para recuperar el cuenco. También llama a Ward para que compre el lugar abandonado en el que Davos se esconde. Al darse cuenta del plan de Joy, Ward contrata a Walker para proteger a Joy de Davos, y acuerda recuperar los archivos sobre el tiempo de Walker en Sokovia como forma de pago. Davos mata a Henry Yip después de acusarlo erróneamente de estar en la liga con los Golden Tigers. Esto provoca que Ryhno rechace a Davos, pero otro miembro de la pandilla lo mata, lo que deja a toda la banda leal a Davos, excepto a BB. Después de otra pelea, Danny le revela a Colleen que se había vuelto adicto al poder del Iron Fist y cree que debería reclamarlo a Davos en lugar de a él mismo. |              |                                    |                    |                     |                               |
| 22 | 9            | «War Without End»                  | Sanford Bookstaver | Daniel Shattuck     | 7 de septiembre de 2018       |
| Davos, acompañado por Chen Wu, le pregunta a Joy sobre su lealtad en el escondite. Cuando amenaza con voltearle el puño, ella admite su traición y revela su plan. Después de que uno de sus alumnos le informa que BB y el cuenco están en el Bayard, Davos empuja a Joy fuera del balcón ante su aparente muerte y se prepara para recuperarlos. Colleen, todavía tambaleante por la revelación anterior de Danny, es reacia a tomar el manto del Iron Fist y se suma a las complicaciones. Misty logra encontrar al dueño de la caja de Colleen, quien le contó un cuento sobre una reina pirata, una historia que solo la madre de Colleen sabía abrumadora. Al día siguiente, armados con el apoyo de la policía, Danny y Colleen defienden a Davos y sus estudiantes y logran capturarlo, pero no antes de que BB sea asesinado en el proceso, lo que motivó a Colleen a tomar el Iron Fist. Misty va a la guarida de Davos y es confrontada por Chen Wu, quien es rápidamente asesinado por Walker luego de que Ward la contratara a cambio del informe no resuelto de los eventos que involucraron su captura. Después de encontrar a Joy, que sobrevivió a la caída pero está gravemente herida, Walker noquea a Misty y prepara una emboscada para Davos. Las Hermanas Grulla preparan a Colleen tatuando un tatuaje tipo Grulla en su brazo y comienzan el ritual de transferir el Iron Fist, solo para que Davos despierte a la mitad e intente detenerlo. Sin embargo, Colleen tiene éxito en convocar a su propio Iron Fist blanco.                                                                        |              |                                    |                    |                     |                               |
| 23 | 10           | «A Duel of Iron»                   | Jonas Pate         | M. Raven Metzner    | 7 de septiembre de 2018       |
| Con el Ritual a medio camino, la energía compartida entre Davos y Colleen los está matando lentamente a menos que alguien tome el poder por completo. Davos escapa, pero Walker intenta matarlo en su guarida. Temiendo que matar a Davos también mate a Colleen, Danny y Misty intentan detener a Walker, la detienen lo suficiente como para traer a Mary. Colleen y Davos luchan desesperadamente por mantener el poder del Iron Fist y con la ayuda de Danny, Colleen logra convertirse en la Iron Fist y derrota a Davos. Después, Joy y Ward hacen las paces entre ellos y, a pesar de su cambio de opinión, Bethany no quiere que Ward participe con su bebé hasta que esté listo. Después de examinar la caja de Colleen, Danny sale de Nueva York con Ward para buscar respuestas al Iron Fist muerto, dejando a Colleen una carta, diciendo que había escuchado la historia de su madre sobre la reina pirata en K'un Lun y después de descubrir el símbolo de la caja del Iron Fist, le hizo darse cuenta de que Colleen puede ser descendiente de la primera mujer para derrotar al Sao-Lao y convertirse en la Iron Fist. Joy le pide ayuda a Walker, pero ella se niega porque necesita encontrar respuestas sobre su tercer alter violento. Meses más tarde, Colleen vuelve a ser una vigilante como la nueva Iron Fist, combinando su poder con la espada de su familia. Mientras está en Japón, Ward está preguntando a un gánster local sobre un hombre llamado Orson Randall. Cuando se niegan, Danny convoca el Iron Fist y lo canaliza a través de dos pistolas robadas de Randall para defenderse. |              |                                    |                    |                     |                               |

## Producción

### Desarrollo
Se había estado desarrollando una película de Iron Fist en Marvel Studios desde 2000, originalmente para ser cofinanciada por Artisan Entertainment. Ray Park fue contratado para protagonizar, pero el proyecto pasó por varios directores y finalmente no llegó a buen término. El desarrollo continuó después de que Marvel Studios comenzara a autofinanciar sus películas a mediados de la década, Marvel contrató a un grupo de escritores para desarrollar algunas de sus "propiedades menos conocidas", incluida Iron Fist. En 2010, Rich Wilkes fue contratado para escribir un nuevo borrador de la película, y en mayo de 2013, se dijo que Iron Fist sería uno de los "proyectos en el horizonte" de Marvel.
En octubre de 2013, Deadline Hollywood informó que Marvel estaba preparando cuatro series dramáticas y una miniserie, con un total de 60 episodios, para presentar a servicios de video bajo demanda y proveedores de cable, con Netflix, Amazon y WGN America expresando interés. Unas semanas más tarde, Disney anunció que Marvel Television y ABC Studios proporcionarían a Netflix series de acción en vivo centradas en Daredevil, Jessica Jones, Iron Fist y Luke Cage, lo que conduciría a una miniserie basada en Los Defensores. En abril de 2015, se reveló que el título oficial era Marvel's Iron Fist. Ese noviembre, el director de Marvel Television y productor ejecutivo, Jeph Loeb abordó los rumores no confirmados de que Marvel estaba teniendo dificultades para equilibrar los elementos místicos de Iron Fist en su mundo fundamentado, y que la serie podría ser reemplazada por una película o una serie de Punisher. Explicó que Marvel y Netflix postergaron deliberadamente las noticias de Iron Fist hasta que Marvel's Jessica Jones se estrenara de modo que la serie, que gira en torno a un personaje en gran medida desconocido para el público en general, acaparara la atención. Loeb prometió que vendrían noticias sobre un showrunner, y Marvel anunció que Scott Buck ocuparía el papel un mes después. La serie originalmente estaba destinado a ser la tercera serie anunciada de Netflix, debutando después de Jessica Jones, pero fue cambiado por Luke Cage después de que Luke Cage se convirtiera en la estrella emergente de Jessica Jones y Marvel quería "seguir el impulso". John Dahl, Cindy Holland, Allie Goss, Alison Engel, Kris Henigman, Alan Fine, Stan Lee, Joe Quesada, Dan Buckley, Jim Chory, Loeb y Buck son los productores ejecutivos de la serie. Se anunció una segunda temporada en julio de 2017, con Raven Metzner anunciado como el nuevo showrunner de la temporada, reemplazando a Buck. Loeb sintió que el "amor de Metzner por todo lo relacionado con Iron Fist y su amplio conocimiento de las películas de artes marciales lo convirtieron en la elección perfecta" para el nuevo showrunner.

### Guion
Buck afirmó que la serie tendría un tono más ligero que las series Marvel de Netflix anteriores, dado que "el propio Danny Rand es un personaje mucho más ligero. Es alguien que tiene optimismo y esperanza, Y a pesar de las probabilidades, todo siempre va a salir bien". Al descubrir por primera vez los poderes de Rand, Buck los describió como "no son los mejores superpoderes. Todo lo que puede hacer es golpear muy fuerte... puedes usarlo de alguna manera, pero en el resto de su vida, en realidad no es tan significativo. Su mayor don son sus habilidades en artes marciales, y eso es algo que sufrió y trabajó por ello." Los escritores y productores se acercaron a "científicos para discutir cómo alguien podría tener ese tipo de superfuerza en el mundo real". Loeb describió la serie como "la incursión de Marvel en las películas de artes marciales", y Buck afirmó que los cómics eran sólo "un punto de partida" para la serie, que sería "muy fundamentada [y] impulsada por los personajes". Jones sintió que la serie era "en realidad, un programa de televisión feminista" que califica a los personajes femeninos como "increíblemente fuertes, increíblemente únicos, y realmente sostienen a los hombres en ese mundo... Todos los hombres en nuestro programa se están desmoronando". Necesitan que estas mujeres los sostengan".
Cada episodio de la primera temporada lleva el nombre de secuencias de Shaolin Kung Fu, mientras que el título de cada episodio de la segunda temporada lleva el nombre del título de varios cómics en los que apareció Danny Rand.

### Casting
El casting para Iron Fist comenzó en noviembre de 2015, y Finn Jones fue elegido como Danny Rand / Iron Fist en febrero de 2016, pero Marvel no lo confirmó oficialmente hasta marzo. Sobre la elección de Jones, Buck dijo: "Lo vimos y creo que todos supimos de inmediato que este es nuestro hombre... Parecía capaz de mostrar [el optimismo juvenil y la actitud ruda del personaje] cuando era necesario y, a veces, todo a la vez, por lo que fue muy capaz y flexible al darle vida al personaje". En abril, Jessica Henwick, David Wenham, Jessica Stroup y Tom Pelphrey fueron elegidos como Colleen Wing, Harold Meachum, Joy Meachum y Ward Meachum, respectivamente, y en junio, Sacha Dhawan había sido elegido como Davos, aunque no era se reveló que estaría en el papel hasta marzo de 2017. En octubre de 2016, se reveló que Rosario Dawson repetiría su papel de Claire Temple de series anteriores de Marvel y Netflix. Ramón Rodríguez también interpreta a Bakuto.
Jones, Henwick, Pelphrey, Stroup y Dhawan repiten sus papeles en la segunda temporada. A ellos se une Simone Missick como Misty Knight, retomando su papel de la anterior de las series Marvel de Netflix, y Alice Eve como Mary Walker.

### Diseño
Stephanie Maslansky es la diseñadora de vestuario de Iron Fist, después de desempeñar el mismo papel en las series Marvel de Netflix anteriores. Maslansky notó una de las diferencias en la serie en comparación con las otras series Marvel de Netflix, fueron los vecindarios en los que pasó el tiempo ("los vecindarios más ricos; Midtown, Upper East Side, ese tipo de cosas") en comparación con Hell's Kitchen para Daredevil y Jessica Jones, y Harlem para Luke Cage. Como tal, Rand usa más trajes que los otros héroes y, dada la cantidad de peleas que pelea en la serie, se agregó mucho spandex para aumentar la flexibilidad de los trajes. Los trajes de monje y el traje de guerrero de Rand se basó en "trajes de monje guerrero Shaolin reales... Tomé esa silueta distintiva de la ropa de monje guerrero Shaolin y la combinamos con los colores tradicionales del Iron Fist, verde y dorado." La secuencia del título de apertura de la serie fue creada por Elastic.

### Rodaje
El rodaje de la serie se llevó a cabo en la ciudad de Nueva York, además del trabajo en escena de sonido. Manuel Billeter se desempeñó como director de fotografía de la primera temporada, después de hacer lo mismo con las temporadas de Jessica Jones y Luke Cage, y Brett Chan fue el coordinador de dobles y director de la segunda unidad de la serie en la primera temporada. La primera temporada se filmó en alto rango dinámico (HDR), que según Billeter agregó "una curva de aprendizaje" a su trabajo, lo que lo obligó a repensar cómo filmaría ciertas escenas. Para la segunda temporada, Niels Alpert se desempeñó como director de fotografía, mientras Clayton Barber asumió el cargo de coordinador de peleas.

### Música
A finales de octubre de 2016, se reveló que Trevor Morris estaría componiendo la música para la primera temporada. Un álbum de banda sonora con la partitura de Morris para primera temporada fue lanzado digitalmente por Marvel el 17 de marzo de 2017, coincidiendo con el estreno de la temporada. Robert Lydecker compuso la banda sonora de la segunda temporada.

### Conexiones con el Universo cinematográfico Marvel
Iron Fist es la cuarta serie encargada por Netflix, después de Marvel's Daredevil, Jessica Jones y Luke Cage, que conducen a la miniserie The Defenders. En noviembre de 2013, el CEO de Disney, Bob Iger declaró que, si los personajes resultan populares en Netflix, "es muy posible que se conviertan en películas", lo que fue repetido por Sarandos en julio de 2015. En agosto de 2014, Vincent D'Onofrio, que interpreta a Wilson Fisk en Daredevil, exclamó que después de "las cosas de las series con Netflix", Marvel tiene "un plan más grande para expandirse". En marzo de 2015, Loeb habló sobre la capacidad de las series para cruzarse con las películas del MCU y las series de televisión de ABC, diciendo: "Tal como está ahora, de la misma manera que nuestras películas comenzaron como autosuficientes y luego, cuando llegamos a The Avengers, se volvió más práctico para el Capitán América hacer un pequeño cruce con Thor 2 (2013) y que Bruce Banner aparezca al final de Iron Man 3 (2013). Tenemos que ganarnos eso. La audiencia necesita entender quiénes son todos estos personajes y qué es el mundo antes de que comiencen a mezclarse en términos de hacia dónde se dirige".

## Marketing
Disney Consumer Products creó una pequeña línea de productos para atender a una audiencia más adulta, dado el tono más atrevido del programa. Paul Gitter, vicepresidente senior de Marvel Licensing para Disney Consumer Products, explicó que el enfoque estaría más en adolescentes y adultos que en personas muy jóvenes, con productos en puntos de venta como Hot Topic. Además, se creó un programa de mercadería, «Marvel Knights» para respaldar las series, lo que crea nuevas oportunidades para líneas de productos individuales y productos enfocados en coleccionistas. Los socios de licencias querían asociarse con Marvel, a pesar de que no se trata de un proyecto cinematográfico, dados sus éxitos anteriores.

## Estreno

### Streaming
Iron Fist se estrenó en el servicio de streaming, Netflix, en todos los territorios donde estuvo disponible, en Ultra HD 4K y alto rango dinámico (HDR). Los episodios de cada temporada se estrenaron simultáneamente, a diferencia de un formato serializado, para fomentar la observación maratónica, un formato que se ha utilizado para otras series originales de Netflix. A pesar de ser calificada como un "Original de Netflix", los derechos de la licencia fueron trasladados de Netflix a Disney.
Iron Fist fue eliminada de Netflix el 1 de marzo de 2022, junto con las otras series Marvel de Netflix, debido a que la licencia de Netflix para la serie finalizó y Disney recuperó los derechos. Disney optó por que Netflix no pagara una gran tarifa de licencia para conservar los derechos de distribución de la serie, y en cambio, anunció que toda las series estarían disponible en Disney+ el 16 de marzo en Estados Unidos, Canadá, Reino Unido, Irlanda, Australia y Nueva Zelanda, y en los demás mercados de Disney+ a finales de 2022. En los Estados Unidos y Latinoamérica, se introdujeron controles parentales revisados en el servicio para permitir que se agregue el contenido más adulto de la serie, de manera similar a los controles que ya existen para otras regiones que tienen el centro de contenido, Star.

### Medios domésticos
| Temporada | Fechas de lanzamiento en DVD | Fechas de lanzamiento en DVD | Fechas de lanzamiento en DVD | Fechas de lanzamiento en Blu-ray | Fechas de lanzamiento en Blu-ray |                    |
| Temporada | Región 1                     | Región 2                     | Región 4                     | Región A                         | Región B                         | Región C           |
| --------- | ---------------------------- | ---------------------------- | ---------------------------- | -------------------------------- | -------------------------------- | ------------------ |
| 1         | —                            | 4 de junio de 2018           | 30 de mayo de 2018           | —                                | 1 de enero de 2018               | 30 de mayo de 2018 |
| 2         | —                            | —                            | —                            | —                                | —                                | —                  |

## Recepción

### Audiencia
Como Netflix no revela las cifras de audiencia de suscriptores de ninguna de sus series originales, Karim Zreik, vicepresidente senior de programación original de Marvel Television, proporcionó algunos datos demográficos de audiencia de Iron Fist en agosto de 2017, señalando que la serie ha atraído principalmente espectadores más jóvenes. También en el mes, Netflix publicó patrones de visualización para las series Marvel de Netflix. Los datos, que provienen de las "1.300 'comunidades de gustos' de Netflix en todo el mundo, donde los suscriptores se agrupan según lo que ven", mostraron que los espectadores no verían la serie en orden cronológico por estreno, sino que comenzarían con Jessica Jones, luego Daredevil, Luke Cage y finalmente Iron Fist. Todd Yellin, vicepresidente de innovación de productos de Netflix, señaló que el público ve la serie "en el orden en que se interesan por ella y cómo aprenden sobre ella". Los datos de Netflix también mostraron que un espectador que veía Luke Cage pasaba con mayor frecuencia a Iron Fist, mientras que otras series con "cuentos emergentes" como 13 Reasons Why, Love y The 100 llevaron a los espectadores a iniciar Iron Fist. En octubre de 2018, Crimson Hexagon, una empresa de información del consumidor, publicó datos que examinaban el "revuelo en las redes sociales" sobre la serie para intentar correlacionarlo con la audiencia potencial. Los datos mostraron que cuando se estrenó la primera temporada en marzo de 2017, la temporada tenía más de 120.000 publicaciones en Twitter e Instagram al respecto, y cuando se estrenó la segunda temporada en septiembre de 2018, las publicaciones habían disminuido drásticamente a menos de 20.000.

### Respuesta crítica
| Temporada | Temporada | Rotten Tomatoes  | Metacritic      |
| --------- | --------- | ---------------- | --------------- |
|           | 1         | 20% (85 reseñas) | 37 (21 reseñas) |
|           | 2         | 55% (47 reseñas) | 39 (6 reseñas)  |

El sitio web del agregador de reseñas, Rotten Tomatoes reportó un índice de aprobación del 20% con una calificación promedio de 4.20/10 basada en 85 reseñas. El consenso crítico del sitio web dice: "A pesar de algunos momentos prometedores, Iron Fist se ve abrumado por la falta de impulso y originalidad". Metacritic, que utiliza un promedio ponderado, asignó una puntuación de 37 sobre 100 basada en 21 críticas, lo que indica "reseñas generalmente favorables".
Para la segunda temporada Rotten Tomatoes reportó un índice de aprobación del 55% con una calificación promedio de 5.70/10 basada en 47 reseñas. El consenso crítico del sitio web afirma: "Mejores escenas de acción y un ritmo más ajustado elevan la segunda temporada de Iron Fist, pero sigue siendo una luz menor entre los programas del UCM. El 7 de septiembre de 2018, Rotten Tomatoes anunció que Iron Fist tuvo el mayor aumento en los índices de aprobación entre la primera y la segunda temporada, aumentando un 33% en ese momento. En Metacritic, tiene una puntuación de 39 sobre 100 basada en 6 críticas, lo que indica "críticas generalmente desfavorables".

### Reconocimientos
Iron Fist fue nominada en la categoría de Mejor Serie de Superhéroes de Nuevos Medios en los 44.os Premios Saturn. La serie recibió una nominación a Mejor Música Original de Anuncio/Tráiler de TV/ Avance de una serie en los Golden Trailer Awards 2019.

## Cancelación y futuro
El 12 de octubre de 2018, Netflix canceló la serie, a pesar de que Marvel quería que la serie continuara en la plataforma. Marvel dijo que los personajes de la serie "seguirían viviendo" a pesar de la cancelación y continuarían aparecinedo en el MCU. Deadline Hollywood también informó que Disney estaba considerando revivir la serie en su servicio de streaming, Disney+. Sin embargo, Variety informó que, según el acuerdo original entre Marvel y Netflix para la serie, los personajes no pueden aparecer en ninguna serie o película que no sea de Netflix durante al menos dos años después de la cancelación de Iron Fist. Kevin A. Mayer, presidente de Walt Disney Direct-to-Consumer and International, señaló que , aunque aún no se había discutido, existía la posibilidad de que Disney+ pudiera revivir la serie. En febrero de 2019, el vicepresidente sénior de originales de Hulu, Craig Erwich, dijo que el servicio de streaming estaba abierto a revivir la serie, junto con las otras series anteriores de Netflix.
Jones y Metzner habían creído que se ordenaría una tercera temporada y habían planeado la historia, y Jones sentía que la temporada era muy prometedora. Jones dijo que habría presentado a Rand y Meachum viajando por el mundo en una historia de amigos, con Rand "completamente cargado (y) totalmente en control", y finalmente asumiendo el rol de Iron Fist. Wing, que permaneció en Nueva York, habría estado luchando por aceptar su identidad y su nuevo poder antes de reunirse con Rand y convertirse en pareja. En diciembre de 2021, Henwick reveló que le ofrecieron el papel de Xialing en la película de Marvel Studios, Shang-Chi y la leyenda de los Diez Anillos (2021), pero lo rechazó porque quería retomar el papel de Wing en una futura producción del MCU.
Antes de la aparición de Charlie Cox en Echo, que se estrenó en enero de 2024, el jefe de streaming de Marvel Studios, Brad Winderbaum reconoció que Marvel Studios había sido anteriormente "un poco cauteloso" acerca de lo que era parte de su Sagrada Línea del Tiempo, señalando cómo había habido una división corporativa entre lo que creó Marvel Studios y lo que creó Marvel Television. Continuó diciendo que a medida que ha pasado el tiempo, Marvel Studios ha comenzado a ver "lo bien integradas que están las historias [de Marvel Television]" y personalmente se sintió "confiado" al decir que la serie Daredevil de Netflix era parte de la «Sagrada Línea del Tiempo». Con el estreno de Echo, todas las series de Netflix se agregaron a la Cronología de Disney+ con Iron Fist colocada junto al contenido de la Fase Dos del MCU, después de Ant-Man (2015). Una actualización de la línea de tiempo de Disney+ dividió la serie por temporada, con la segunda temporada de Iron Fists colocada entre Doctor Strange (2016) y Thor: Ragnarok (2017).